# Chaplin (Connecticut)
Chaplin è un comune di 2.472 abitanti degli Stati Uniti d'America, situato nella Contea di Windham nello Stato del Connecticut.